# Tom Dillmann
Tom Dillmann (ur. 6 kwietnia 1989 w Miluzie) – francuski kierowca wyścigowy.

## Życiorys

### Formuła Renault
Francuz karierę rozpoczął w wieku zaledwie 4 lat, od kartingu. W 2004 roku przeszedł do wyścigów samochodów jednomiejscowych, debiutując w Hiszpańskiej Formule Junior 1600. Poza tym Tom ścigał się również w Formule Renault Monza oraz w Belgijskiej Formule Renault 1.6., zajmując odpowiednio 14. i 5. miejsce na koniec sezonu.
W latach 2005–2006 Dillman brał udział w Europejskiej oraz Francuskiej Formule Renault. W obu seriach lepiej spisywał się w drugim podejściu, kiedy to został sklasyfikowany odpowiednio na 8. i 10. pozycji w klasyfikacji końcowej.

### Formuła 3
W sezonie 2007 Tom, za sprawą mistrzowskiej stajni ASM Formule 3, awansował do Formuły 3 Euroseries (startował w drugorzędnym teamie). Debiut w serii nie był jednak udany dla Francuza, zważywszy na rezultaty swoich partnerów zespołowych, którzy walczyli o zwycięstwa. Ostatecznie Dillmann pięciokrotnie zdobył punkty, z czego trzykrotnie stanął na podium (najlepiej spisał się na hiszpańskim torze Circuit de Catalunya, gdzie zajął 2. i 3. miejsce), będąc w rezultacie sklasyfikowanym na 9. miejscu.
W roku 2008 Dillmann przeniósł się do francuskiej ekipy SG Formula. Pierwsze trzy rundy nie były jednak dla Francuza udane i po domowej eliminacji opuścił mistrzostwa. Do serii wrócił cztery wyścigi później. Na niemieckim obiekcie Nürburgring, Tom spisał się bardzo dobrze, zajmując 3. i 5. pozycję. Był to jednak ostatni wyścigowy weekend dla reprezentanta Francji w tym sezonie, w tej serii. Dorobek punktowy pozwolił mu zająć 18. miejsce w generalnej klasyfikacji. Pod koniec sezonu Francuz związał się z włoskim zespołem Europa Corse, we Włoskiej Formule 3, na trzy ostatnie rundy. Pomimo iż w pierwszym wyścigu został zdyskwalifikowany, w kolejnych dwukrotnie zajął 2. i 3. miejsce. W ostatnim nie dojechał do mety. Ostatecznie w klasyfikacji końcowej zajął wysokie 7. miejsce.
W 2009 roku wystąpił łącznie w czterech rundach europejskiego cyklu F3, w austriackim zespole HBR Motosrport. Mało konkurencyjny sprzęt nie pozwolił mu jednak nawet myśleć o punktach. I tym razem Francuz włączył się do rywalizacji narodowej F3 pod koniec sezonu, tym razem jednak do Niemieckiej Formuły 3. W ekipie Neuhauser Racing, Dillmann spisał się znakomicie, stając na podium w pięciu z sześciu wyścigów, w których wziął udział (z czego trzykrotnie zwyciężył, natomiast jednego z wyścigów nie ukończył). Efektowny debiut w serii zakończył na wysokiej 6. pozycji.
Rok później Francuz podpisał kontrakt z austriacką stajnią HS Technik na pełny udział w niemieckim cyklu F3. Jako jeden z faworytów do tytułu nie zawiódł, sięgając po mistrzostwo w ostatniej rundzie sezonu na torze Oschersleben (największym rywalem Dillmanna był Niemiec Daniel Abt). W ciągu osiemnastu wyścigów dziewięciokrotnie dojechał na trzecim miejscu, z czego sześć razy zwyciężył. Poza tym sześciokrotnie sięgnął po pole position i dziesięć razy wykręcił najszybsze okrążenie w wyścigu. Na początku sezonu wystąpił również w pierwszej rundzie włoskiego cyklu F3. Zajmując 4. i 2. miejsce (dodatkowo wykręcił najszybsze okrążenie), stał się pierwszym liderem mistrzostw. Pomimo tego zaprzestał w niej startów, na rzecz niemieckiej serii.

### Seria GP3
Na sezon 2011 Francuz podpisał kontrakt z brytyjską stajnią Carlin. Już w pierwszej sesji kwalifikacyjnej okazał się najlepszy. W wyścigu uplasował się jednak na trzecim miejscu. Po absencji Toma w Katalonii, powrócił do rywalizacji na rundę w Walencji. W hiszpańskim zespole Barwa Addax startował do końca sezonu. Jego wyniki odbiegały jednak od oczekiwanych i w tylko w trzech wyścigach dojechał na punktowanych lokatach. Ostatecznie serię zakończył na 14. pozycji.

### Seria GP2
W 2012 roku Francuz znalazł posadę etatowego kierowcy wyścigowego w przedsionku Formuły 1 – Serii GP2. W pierwszym sezonie startów zdołał nawet wygrać jeden z wyścigów. Uzbierane 29 punktów dało mu piętnaste miejsce w klasyfikacji końcowej. Na sezon 2013 podpisał kontrakt z debiutującą w serii ekipą Russian Time. W ciągu 21 wyścigów, w których wystartował, dwukrotnie stawał na podium oraz raz wywalczył pole position. Z dorobkiem 192 punktów uplasował się na dziesiątej pozycji w klasyfikacji generalnej.
W sezonie 2014 Francuz zastąpił André Negrão w bolidzie ekipy Arden International podczas rundy w Hiszpanii. W sprincie stanął na trzecim stopniu podium na starty w Serii GP2. Podczas rundy w Niemczech Dillmann powrócił do startów z Caterhamem, dla którego zdobył dwa punkty. Uzbierał łącznie osiemnaście punktów, które zapewniły mu dziewiątnaste miejsce w końcowej klasyfikacji kierowców.

### Formuła Renault 3.5
W roku 2015 Francuz postanowił przenieść się do Formuły Renault 3.5, gdzie podpisał kontrakt z brytyjską ekipą Jagonya Ayam with Carlin. Już w trzecim starcie stanął na najniższym stopniu podium (na ulicznym torze w Monte Carlo), a na kolejne musiał czekać przedostatniej rundy sezonu, na rodzimym torze Bugatti. Dillmann prezentował jednak równą formę, będąc jedenastokrotnie w czołowej szóste. Zdobył łącznie 122 punkty, dzięki czemu zmagania zakończył na 7. miejscu, jednak do czwartej pozycji stracił zaledwie trzynaście punktów.
W sezonie 2016 pozostał w serii, która została przekształcona w Formułę 3.5 V8. Tym razem nawiązał współpracę z hiszpańskim teamem Adriána Vallésa.

### Mistrzostwa Świata Samochodów GT
W 2015 roku Francuz zadebiutował w Mistrzostwa Świata Samochodów Długodystansowych, w klasie LMP2. Debiut okazał się dla niego udany. W zespole Signatech Alpine (wraz ze swoimi rodakami - Paul-Loup Chatin Nelsonem Paciaticim – wystartował w dwóch ostatnich rundach sezonu. Na torze w Szanghaju odniósł zwycięstwo, natomiast w Bahrajnie był czwarty po starcie z pole position.

## Wyniki

### GP2
| Legenda oznaczeń w tabelach wyników Wyświetl szablon na nowej stronie | Legenda oznaczeń w tabelach wyników Wyświetl szablon na nowej stronie                                                                     |
| Oznaczenie                                                            | Wyjaśnienie |
| --------------------------------------------------------------------- | --- |
| Złoty                                                                 | Zwycięzca lub mistrzostwo |
| Srebrny                                                               | 2. miejsce lub wicemistrzostwo |
| Brązowy                                                               | 3. miejsce lub II wicemistrzostwo |
| Zielony                                                               | Ukończył, punktował (w klasyfikacji generalnej, gdy zdobył co najmniej jeden punkt na przestrzeni sezonu, poza trzema powyższymi opcjami) |
| Niebieski                                                             | Ukończył, nie punktował (w klasyfikacji generalnej, gdy nie zdobył co najmniej jednego punktu na przestrzeni sezonu)                      |
| Czerwony                                                              | Nie zakwalifikował się (NZ) |
| Czerwony                                                              | Nie prekwalifikował się (NPK) |
| Różowy                                                                | Nie ukończył (NU) |
| Różowy                                                                | Niesklasyfikowany (NS) (w klasyfikacji generalnej, gdy nie został sklasyfikowany w żadnym wyścigu sezonu)                                 |
| Czarny                                                                | Zdyskwalifikowany (DK) |
| Czarny                                                                | Wykluczony (WYK/EX) |
| Biały                                                                 | Nie wystartował (NW) |
| Biały                                                                 | Kontuzjowany (K/INJ) |
| Biały                                                                 | Wyścig odwołany (OD/C) |
| Bez koloru                                                            | Został wycofany (WYC/WD) |
| Bez koloru                                                            | Nie przybył (NP/DNA) |
| Bez koloru                                                            | Nie brał udziału w treningach (NT/DNP) |
| Bez koloru                                                            | Nie został zgłoszony (–) |
| Pogrubienie                                                           | Start z pole position |
| Kursywa                                                               | Najszybsze okrążenie wyścigu |
| †                                                                     | Nie ukończył, ale jego rezultat został zaliczony ze względu na przejechanie więcej niż 90% dystansu wyścigu.                              |
| *                                                                     | Sezon w trakcie |
| 1/2/3                                                                 | Punktowana pozycja w sprincie |
| Lista systemów punktacji Formuły 1                                    | |

| Rok  | Zespół              | Wyniki w poszczególnych eliminacjach | Wyniki w poszczególnych eliminacjach | Wyniki w poszczególnych eliminacjach | Wyniki w poszczególnych eliminacjach | Wyniki w poszczególnych eliminacjach | Wyniki w poszczególnych eliminacjach | Wyniki w poszczególnych eliminacjach | Wyniki w poszczególnych eliminacjach | Wyniki w poszczególnych eliminacjach | Wyniki w poszczególnych eliminacjach | Wyniki w poszczególnych eliminacjach | Wyniki w poszczególnych eliminacjach | Wyniki w poszczególnych eliminacjach | Wyniki w poszczególnych eliminacjach | Wyniki w poszczególnych eliminacjach | Wyniki w poszczególnych eliminacjach | Wyniki w poszczególnych eliminacjach | Wyniki w poszczególnych eliminacjach | Wyniki w poszczególnych eliminacjach | Wyniki w poszczególnych eliminacjach | Wyniki w poszczególnych eliminacjach | Wyniki w poszczególnych eliminacjach | Wyniki w poszczególnych eliminacjach | Wyniki w poszczególnych eliminacjach | Punkty | Pozycja |
| ---- | ------------------- | ------------------------------------ | ------------------------------------ | ------------------------------------ | ------------------------------------ | ------------------------------------ | ------------------------------------ | ------------------------------------ | ------------------------------------ | ------------------------------------ | ------------------------------------ | ------------------------------------ | ------------------------------------ | ------------------------------------ | ------------------------------------ | ------------------------------------ | ------------------------------------ | ------------------------------------ | ------------------------------------ | ------------------------------------ | ------------------------------------ | ------------------------------------ | ------------------------------------ | ------------------------------------ | ------------------------------------ | ------ | ------- |
| 2012 | Rapax               | MAL                                  | MAL                                  | BHR                                  | BHR                                  | BHR                                  | BHR                                  | ESP                                  | ESP                                  | MON                                  | MON                                  | VAL                                  | VAL                                  | GBR                                  | GBR                                  | DEU                                  | DEU                                  | HUN                                  | HUN                                  | BEL                                  | BEL                                  | ITA                                  | ITA                                  | SIN                                  | SIN                                  | 29     | 15      |
| 2012 | Rapax               | 18                                   | 11                                   | 6                                    | 10                                   | 8                                    | 1                                    | 22                                   | 12                                   | 11                                   | NU                                   | NU                                   | 12                                   | -                                    | -                                    | 9                                    | NU                                   | -                                    | -                                    | -                                    | -                                    | -                                    | -                                    | -                                    | -                                    | 29     | 15      |
| 2013 | Russian Time        | MAL                                  | MAL                                  | BHR                                  | BHR                                  | ESP                                  | ESP                                  | MON                                  | MON                                  | GBR                                  | GBR                                  | DEU                                  | DEU                                  | HUN                                  | HUN                                  | BEL                                  | BEL                                  | ITA                                  | ITA                                  | SIN                                  | SIN                                  | ARE                                  | ARE                                  |                                      |                                      | 92     | 10      |
| 2013 | Russian Time        | 14                                   | 11                                   | 8                                    | 4                                    | 5                                    | 26                                   | 11                                   | 25                                   | 3                                    | 6                                    | 8                                    | NU                                   | 20                                   | 11                                   | 5                                    | 9                                    | 3                                    | 5                                    | 6                                    | 14                                   | NU                                   | NW                                   |                                      |                                      | 92     | 10      |
| 2014 |                     | BHR                                  | BHR                                  | ESP                                  | ESP                                  | MON                                  | MON                                  | AUT                                  | AUT                                  | GBR                                  | GBR                                  | DEU                                  | DEU                                  | HUN                                  | HUN                                  | BEL                                  | BEL                                  | ITA                                  | ITA                                  | RUS                                  | RUS                                  | ARE                                  | ARE                                  |                                      |                                      | 18     | 19      |
| 2014 | Arden International | -                                    | -                                    | 8                                    | 3                                    | -                                    | -                                    | -                                    | -                                    | -                                    | -                                    | -                                    | -                                    | -                                    | -                                    | -                                    | -                                    | -                                    | -                                    | -                                    | -                                    | -                                    | -                                    |                                      |                                      | 18     | 19      |
| 2014 | Caterham Racing     | -                                    | -                                    | -                                    | -                                    | -                                    | -                                    | -                                    | -                                    | -                                    | -                                    | 12                                   | 9                                    | 9                                    | 19                                   | 12                                   | 9                                    | -                                    | -                                    | -                                    | -                                    | -                                    | -                                    |                                      |                                      | 18     | 19      |

### GP3
| Legenda oznaczeń w tabelach wyników Wyświetl szablon na nowej stronie | Legenda oznaczeń w tabelach wyników Wyświetl szablon na nowej stronie                                                                     |
| Oznaczenie                                                            | Wyjaśnienie |
| --------------------------------------------------------------------- | --- |
| Złoty                                                                 | Zwycięzca lub mistrzostwo |
| Srebrny                                                               | 2. miejsce lub wicemistrzostwo |
| Brązowy                                                               | 3. miejsce lub II wicemistrzostwo |
| Zielony                                                               | Ukończył, punktował (w klasyfikacji generalnej, gdy zdobył co najmniej jeden punkt na przestrzeni sezonu, poza trzema powyższymi opcjami) |
| Niebieski                                                             | Ukończył, nie punktował (w klasyfikacji generalnej, gdy nie zdobył co najmniej jednego punktu na przestrzeni sezonu)                      |
| Czerwony                                                              | Nie zakwalifikował się (NZ) |
| Czerwony                                                              | Nie prekwalifikował się (NPK) |
| Różowy                                                                | Nie ukończył (NU) |
| Różowy                                                                | Niesklasyfikowany (NS) (w klasyfikacji generalnej, gdy nie został sklasyfikowany w żadnym wyścigu sezonu)                                 |
| Czarny                                                                | Zdyskwalifikowany (DK) |
| Czarny                                                                | Wykluczony (WYK/EX) |
| Biały                                                                 | Nie wystartował (NW) |
| Biały                                                                 | Kontuzjowany (K/INJ) |
| Biały                                                                 | Wyścig odwołany (OD/C) |
| Bez koloru                                                            | Został wycofany (WYC/WD) |
| Bez koloru                                                            | Nie przybył (NP/DNA) |
| Bez koloru                                                            | Nie brał udziału w treningach (NT/DNP) |
| Bez koloru                                                            | Nie został zgłoszony (–) |
| Pogrubienie                                                           | Start z pole position |
| Kursywa                                                               | Najszybsze okrążenie wyścigu |
| †                                                                     | Nie ukończył, ale jego rezultat został zaliczony ze względu na przejechanie więcej niż 90% dystansu wyścigu.                              |
| *                                                                     | Sezon w trakcie |
| 1/2/3                                                                 | Punktowana pozycja w sprincie |
| Lista systemów punktacji Formuły 1                                    | |

| Rok  | Zespół     | Wyniki w poszczególnych eliminacjach | Wyniki w poszczególnych eliminacjach | Wyniki w poszczególnych eliminacjach | Wyniki w poszczególnych eliminacjach | Wyniki w poszczególnych eliminacjach | Wyniki w poszczególnych eliminacjach | Wyniki w poszczególnych eliminacjach | Wyniki w poszczególnych eliminacjach | Wyniki w poszczególnych eliminacjach | Wyniki w poszczególnych eliminacjach | Wyniki w poszczególnych eliminacjach | Wyniki w poszczególnych eliminacjach | Wyniki w poszczególnych eliminacjach | Wyniki w poszczególnych eliminacjach | Wyniki w poszczególnych eliminacjach | Wyniki w poszczególnych eliminacjach | Punkty | Pozycja |
| ---- | ---------- | ------------------------------------ | ------------------------------------ | ------------------------------------ | ------------------------------------ | ------------------------------------ | ------------------------------------ | ------------------------------------ | ------------------------------------ | ------------------------------------ | ------------------------------------ | ------------------------------------ | ------------------------------------ | ------------------------------------ | ------------------------------------ | ------------------------------------ | ------------------------------------ | ------ | ------- |
| 2011 |            | TUR                                  | TUR                                  | ESP                                  | ESP                                  | VAL                                  | VAL                                  | GBR                                  | GBR                                  | DEU                                  | DEU                                  | HUN                                  | HUN                                  | BEL                                  | BEL                                  | ITA                                  | ITA                                  | 15     | 14      |
| 2011 | Carlin     | 3                                    | 9                                    | -                                    | -                                    | -                                    | -                                    | -                                    | -                                    | -                                    | -                                    | -                                    | -                                    | -                                    | -                                    | -                                    | -                                    | 15     | 14      |
| 2011 | Addax Team | -                                    | -                                    | -                                    | -                                    | 20                                   | NU                                   | NU                                   | 25†                                  | 22                                   | 5                                    | 7                                    | 22                                   | 6                                    | NU                                   | NU                                   | 9                                    | 15     | 14      |

### Formuła Renault 3.5
| Legenda oznaczeń w tabelach wyników Wyświetl szablon na nowej stronie | Legenda oznaczeń w tabelach wyników Wyświetl szablon na nowej stronie                                                                     |
| Oznaczenie                                                            | Wyjaśnienie |
| --------------------------------------------------------------------- | --- |
| Złoty                                                                 | Zwycięzca lub mistrzostwo |
| Srebrny                                                               | 2. miejsce lub wicemistrzostwo |
| Brązowy                                                               | 3. miejsce lub II wicemistrzostwo |
| Zielony                                                               | Ukończył, punktował (w klasyfikacji generalnej, gdy zdobył co najmniej jeden punkt na przestrzeni sezonu, poza trzema powyższymi opcjami) |
| Niebieski                                                             | Ukończył, nie punktował (w klasyfikacji generalnej, gdy nie zdobył co najmniej jednego punktu na przestrzeni sezonu)                      |
| Czerwony                                                              | Nie zakwalifikował się (NZ) |
| Czerwony                                                              | Nie prekwalifikował się (NPK) |
| Różowy                                                                | Nie ukończył (NU) |
| Różowy                                                                | Niesklasyfikowany (NS) (w klasyfikacji generalnej, gdy nie został sklasyfikowany w żadnym wyścigu sezonu)                                 |
| Czarny                                                                | Zdyskwalifikowany (DK) |
| Czarny                                                                | Wykluczony (WYK/EX) |
| Biały                                                                 | Nie wystartował (NW) |
| Biały                                                                 | Kontuzjowany (K/INJ) |
| Biały                                                                 | Wyścig odwołany (OD/C) |
| Bez koloru                                                            | Został wycofany (WYC/WD) |
| Bez koloru                                                            | Nie przybył (NP/DNA) |
| Bez koloru                                                            | Nie brał udziału w treningach (NT/DNP) |
| Bez koloru                                                            | Nie został zgłoszony (–) |
| Pogrubienie                                                           | Start z pole position |
| Kursywa                                                               | Najszybsze okrążenie wyścigu |
| †                                                                     | Nie ukończył, ale jego rezultat został zaliczony ze względu na przejechanie więcej niż 90% dystansu wyścigu.                              |
| *                                                                     | Sezon w trakcie |
| 1/2/3                                                                 | Punktowana pozycja w sprincie |
| Lista systemów punktacji Formuły 1                                    | |

| Rok  | Zespół                   | Wyniki w poszczególnych eliminacjach | Wyniki w poszczególnych eliminacjach | Wyniki w poszczególnych eliminacjach | Wyniki w poszczególnych eliminacjach | Wyniki w poszczególnych eliminacjach | Wyniki w poszczególnych eliminacjach | Wyniki w poszczególnych eliminacjach | Wyniki w poszczególnych eliminacjach | Wyniki w poszczególnych eliminacjach | Wyniki w poszczególnych eliminacjach | Wyniki w poszczególnych eliminacjach | Wyniki w poszczególnych eliminacjach | Wyniki w poszczególnych eliminacjach | Wyniki w poszczególnych eliminacjach | Wyniki w poszczególnych eliminacjach | Wyniki w poszczególnych eliminacjach | Wyniki w poszczególnych eliminacjach | Punkty | Pozycja |
| ---- | ------------------------ | ------------------------------------ | ------------------------------------ | ------------------------------------ | ------------------------------------ | ------------------------------------ | ------------------------------------ | ------------------------------------ | ------------------------------------ | ------------------------------------ | ------------------------------------ | ------------------------------------ | ------------------------------------ | ------------------------------------ | ------------------------------------ | ------------------------------------ | ------------------------------------ | ------------------------------------ | ------ | ------- |
| 2015 | Jagonya Ayam with Carlin | ARA                                  | ARA                                  | MON                                  | BEL                                  | BEL                                  | HUN                                  | HUN                                  | AUT                                  | AUT                                  | UK                                   | UK                                   | DEU                                  | DEU                                  | FRA                                  | FRA                                  | JER                                  | JER                                  | 122    | 7       |
| 2015 | Jagonya Ayam with Carlin | 9                                    | 5                                    | 3                                    | 6                                    | 16                                   | 5                                    | 5                                    | 5                                    | 8                                    | 5                                    | NU                                   | 5                                    | 14                                   | 3                                    | 5                                    | NU                                   | 6                                    | 122    | 7       |

### Podsumowanie
| Sezon | Seria                                                    | Zespół                   | Wyścigi | Zwycięstwa | PP | NO | Podium | Punkty | Pozycja |
| ----- | -------------------------------------------------------- | ------------------------ | ------- | ---------- | -- | -- | ------ | ------ | ------- |
| 2004  | Belgijska Formuła Renault 1.6                            | Tom Team                 | 14      | 1          | 0  | 2  | 2      | 147    | 5       |
| 2004  | Formuła Renault Monza                                    | Tom Team                 | 4       | 0          | 0  | 0  | 0      | 28     | 14      |
| 2004  | Formula Junior 1600 Spain                                | Tom Team                 | 2       | 0          | 0  | 0  | 1      | 0      | NS†     |
| 2005  | Europejski Puchar Formuły Renault 2.0                    | SG Formula               | 10      | 0          | 0  | 0  | 0      | 0      | 37      |
| 2005  | Europejski Puchar Formuły Renault 2.0                    | Cram Competition         | 10      | 0          | 0  | 0  | 0      | 0      | 37      |
| 2005  | Francuska Formuła Renault                                | MC Racing                | 5       | 0          | 0  | 0  | 0      | 0      | 30      |
| 2006  | Europejski Puchar Formuły Renault 2.0                    | SG Formula               | 14      | 0          | 0  | 2  | 3      | 61     | 8       |
| 2006  | Francuska Formuła Renault                                | SG Formula               | 9       | 2          | 1  | 2  | 2      | 34     | 10      |
| 2007  | Formuła 3 Euro Series                                    | ASM Formule 3            | 18      | 0          | 0  | 0  | 3      | 23     | 9       |
| 2007  | Masters of Formula 3                                     | ASM Formule 3            | 1       | 0          | 0  | 0  | 0      | N/A    | NS      |
| 2008  | Formuła 3 Euro Series                                    | SG Formula               | 8       | 0          | 0  | 0  | 1      | 8      | 18      |
| 2008  | Formuła 3 Euro Series                                    | Jo Zeller Racing         | 8       | 0          | 0  | 0  | 1      | 8      | 18      |
| 2008  | Włoska Formuła 3                                         | Europa Corse             | 6       | 0          | 0  | 1  | 4      | 29     | 7       |
| 2008  | Masters of Formula 3                                     | Jo Zeller Racing         | 1       | 0          | 0  | 0  | 0      | N/A    | 16      |
| 2009  | Formuła 3 Euro Series                                    | HBR Motorsport           | 8       | 0          | 0  | 0  | 0      | 0      | 30      |
| 2009  | Formuła 3 Euro Series                                    | Prema Powerteam          | 8       | 0          | 0  | 0  | 0      | 0      | 30      |
| 2009  | Niemiecka Formuła 3                                      | Neuhauser Racing         | 6       | 3          | 3  | 2  | 5      | 49     | 6       |
| 2010  | Włoska Formuła 3                                         | Scuderia Victoria        | 5       | 0          | 0  | 1  | 1      | 22     | 13      |
| 2010  | Włoska Formuła 3                                         | EuroInternational        | 5       | 0          | 0  | 1  | 1      | 22     | 13      |
| 2010  | Niemiecka Formuła 3                                      | HS Technik               | 18      | 6          | 7  | 10 | 9      | 120    | 1       |
| 2011  | Seria GP3                                                | Carlin                   | 14      | 0          | 1  | 0  | 1      | 15     | 14      |
| 2011  | Seria GP3                                                | Addax Team               | 14      | 0          | 1  | 0  | 1      | 15     | 14      |
| 2011  | Formuła 3 Euro Series                                    | Carlin                   | 6       | 0          | 0  | 0  | 1      | 0      | NS†     |
| 2011  | Formuła 3 Euro Series                                    | Motopark                 | 6       | 0          | 0  | 0  | 1      | 0      | NS†     |
| 2011  | FIA Formula 3 International Trophy                       | Carlin                   | 3       | 0          | 0  | 0  | 0      | 0      | NS†     |
| 2011  | FIA Formula 3 International Trophy                       | Motopark                 | 3       | 0          | 0  | 0  | 0      | 0      | NS†     |
| 2011  | Niemiecka Formuła 3 – Puchar                             | STROMOS Artline          | 2       | 0          | 0  | 0  | 0      | 0      | NS      |
| 2011  | Niemiecka Formuła 3 – Trofeum                            | STROMOS Artline          | 2       | 1          | 2  | 2  | 2      | 16     | 5       |
| 2012  | Seria GP2                                                | Rapax                    | 14      | 1          | 0  | 0  | 1      | 29     | 15      |
| 2013  | Seria GP2                                                | Russian Time             | 22      | 0          | 1  | 2  | 2      | 92     | 10      |
| 2014  | Seria GP2                                                | Arden International      | 8       | 0          | 0  | 0  | 1      | 18     | 19      |
| 2014  | Seria GP2                                                | Caterham Racing          | 8       | 0          | 0  | 0  | 1      | 18     | 19      |
| 2014  | Porsche Supercup                                         | Lechner Racing Team      | 1       | 0          | 0  | 0  | 0      | 0      | NS      |
| 2014  | Niemiecki Puchar Porsche Carrera                         | Team 75 Bernhard         | 3       | 0          | 0  | 0  | 0      | 0      | NS      |
| 2014  | Francuski Puchar Porsche Carrera                         | Team 75 Bernhard         | 12      | 3          | 2  | 4  | 7      | 144    | 3       |
| 2014  | Porsche Carrera Cup - 24H Le Mans Support Race - Class A | RMS                      | 1       | 0          | 0  | 0  | 1      | N/A    | 2       |
| 2015  | Formuła Renault 3.5                                      | Jagonya Ayam with Carlin | 17      | 0          | 1  | 1  | 2      | 122    | 7       |
| 2015  | World Endurance Championship                             | Signatech Alpine         | 2       | 1          | 1  | 0  | 1      | 38     | 13      |

† – Dillmann nie był klasyfikowany.